# Alluaudomyia needhami
Alluaudomyia needhami är en tvåvingeart som beskrevs av Thomsem 1935. Alluaudomyia needhami ingår i släktet Alluaudomyia och familjen svidknott. Inga underarter finns listade i Catalogue of Life.